# Bank of Shanghai Headquarters
La Bank of Shanghai Headquarters est un gratte-ciel haut de 230 mètres de hauteur (hauteur du toit) construit à Shanghai de 2002 à 2005. Avec les deux antennes la hauteur totale de l'immeuble est de 252 mètres.
À sa construction c'était l'un des plus hauts immeubles de Shanghai. La surface de plancher de l'immeuble est de 108 000 m2.
L'architecte est l'agence japonaise Tange associates créée par Kenzo Tange.